# Auerbach (Wartenberg)
Auerbach ist ein Gemeindeteil des Marktes Wartenberg im oberbayerischen Landkreis Erding.

## Geographie
Das Kirchdorf Auerbach liegt zwei Kilometer südöstlich von Wartenberg am Auerbächlein, einem Zufluss der Strogen. Neben diesem größeren Teilort (Hinter-)Auerbach mit der Kirche gibt es ein kleineres (Vorder-)Auerbach etwa einen Kilometer weiter abwärts am Auerbächlein.

## Geschichte
Um Auerbach finden sich große Ringwallanlagen des Frühmittelalters, u. a. der Ringwall Schlossberg (Wartenberg).
Die katholische Filialkirche St. Bartholomäus in (Hinter-)Auerbach ist ein einheitlicher barocker Saalbau mit eingezogenem halbrundem Chor, von Anton Kogler um 1720 erbaut.
Am 1. Januar 1972 wurde die mit dem bayerischen Gemeindeedikt von 1818 begründete Gemeinde Auerbach nach Wartenberg eingegliedert. Die Gemeinde hatte eine Fläche von etwa 1178 Hektar und die zwölf Gemeindeteile Hinterauerbach, Altweg, Aufham, Fendsbach, Hardt, Manhartsdorf, Pesenlern, Straß, Thenn, Vorderauerbach, Weg und Zaglmühle.